# Loi de départementalisation
Sénatus-consulte du 3 mai 1854
La loi de départementalisation est une loi française adoptée en 1946 érigeant en départements les « quatre vieilles colonies » issues du premier empire colonial français : la Guadeloupe, la Martinique, La Réunion et la Guyane.
La loi a été adoptée à l’unanimité sur la proposition d’Aimé Césaire, le plus jeune parmi les députés d’outre-mer. C’est l’achèvement symbolique et effectif de l’intégration. Ces territoires sont alors séparés de l’Empire colonial : ils sont désormais administrés par des préfets dépendant du ministère de l’Intérieur.

## Élaboration de la loi
La loi de départementalisation est issue de plusieurs propositions de lois : la première, présentée par Léopold Bissol, concernait la Martinique ; la deuxième, présentée par Gaston Monnerville, concernait la Guyane ; et la troisième, présentée par Raymond Vergès, concernait La Réunion ; la dernière, pour la Guadeloupe, par Eugénie Éboué-Tell.

## Texte de la loi
* JOURNAL OFFICIEL DE LA REPUBLIQUE FRANÇAISE *
LOI no 46-451 du 19 mars 1946 tendant au classement comme départements français de la
Guadeloupe, de la Martinique, de la Réunion et de la Guyane française.
L'Assemblée nationale constituante a adopté,
le Président du Gouvernement provisoire de la République promulgue la loi dont la teneur suit :
- Art. 1er. - Les colonies de la Guadeloupe, de la Martinique, de la Réunion et de la Guyane française sont érigées en départements français.
- Art. 2. - Les lois et décrets actuellement en vigueur dans la France métropolitaine et qui ne sont pas encore appliqués à ces colonies feront, avant le 1er janvier 1947, l'objet de décrets d'application à ces nouveaux départements.
- Art. 3. - Dès la promulgation de la présente loi, les lois nouvelles applicables à la métropole le seront dans ces départements, sur mention expresse insérée aux textes. La présente loi, délibérée et adoptée par l'Assemblée nationale constituante, sera exécutée comme loi de l'État.

Fait à Paris, le 19 mars 1946 

Felix Gouin.
Par le Président du Gouvernement provisoire de la République :
Le ministre de la France d'outre-mer, Marius Moutet.
Le ministre de l'intérieur, André Le Troquer.

## Évolutions de la loi
L'article 84 de la loi n° 46-2914 du 23 décembre 1946 modifia la loi n° 46-451.
Loi n° 47-1374 du 26 juillet 1947 prorogea, jusqu'au 31 décembre 1947, le délai imparti au Gouvernement, par l'article 2 de la loi n° 46-451, pour édicter les décrets d'application des lois et décrets en vigueur dans la France métropolitaine et qui n'étaient pas encore appliqués à ces colonies.
Ce même délai est encore prolongé jusqu'au 31 mars 1948 par la loi du 6 janvier 1948.

## Commémorations
Le vote de cette loi de départementalisation est périodiquement célébré dans les territoires concernés. Des odonymes contenant la date du Dix-Neuf-Mars 1946 contribuent à maintenir cette mémoire.